# Rizzatto Nunes
Luiz Antonio Rizzatto Nunes (13 de junho de 1956) é um jurista, professor universitário e escritor brasileiro. Foi desembargador do Tribunal de Justiça do Estado de São Paulo (TJ-SP). 
Formado em direito pela Pontifícia Universidade Católica de São Paulo (PUC-SP) em 1979, é mestre (1993) e doutor (1995) em filosofia do direito e livre-docente (2000) em direito do consumidor pela mesma instituição.
Foi advogado por 18 anos (1980-1998) até se tornar juiz do 1° Tribunal de Alçada Civil de São Paulo pelo quinto constitucional em 1998, e em 2005 tornou-se desembargador do TJ-SP, aposentando-se do cargo em 2012. 
Atualmente coordena o programa de pós-graduação em Direito (mestrado e doutorado) da Unimes (Santos-SP). Acadêmico fundador e membro da Academia Paulista de Magistrados.
É autor de diversos livros, dentre temas jurídicos, filosóficos, contos e romances.